# Angela Rayner

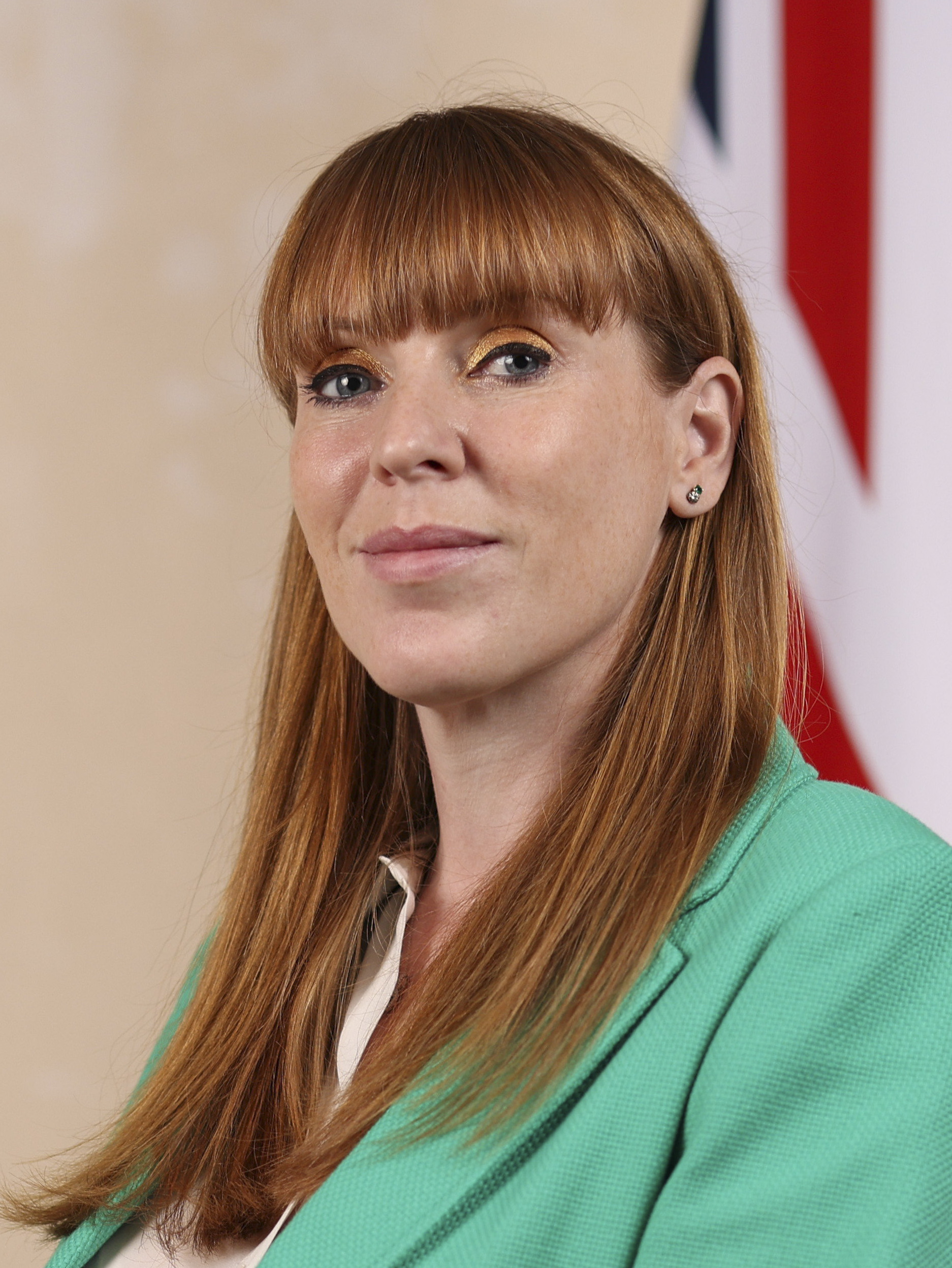
Angela Rayner (2024)

Angela Rayner (geb. Bowen; * 28. März 1980 in Stockport, Greater Manchester) ist eine britische Politikerin der Labour Party und seit April 2020 deren stellvertretende Vorsitzende. Sie folgte in dem Amt Tom Watson nach. Zudem gehört sie seit 2015 dem britischen Unterhaus an. Seit Juli 2024 ist sie Vize-Premierministerin und Ministerin für Wohnen, Kommunen und Selbstverwaltung im Kabinett Starmer.

## Leben
Angela Rayner besuchte die Avondale School, die sie wegen ihrer ersten Schwangerschaft ohne Abschluss verließ. Sie erlernte Britische Gebärdensprache (BSL) und ließ sich zur Pflegefachkraft ausbilden. Nachdem sie einige Jahre in ihrem Beruf gearbeitet hatte, wurde sie zur Gewerkschaftssekretärin bei UNISON gewählt. Kurz danach wurde sie Mitglied der Labour Party. 2014 wurde Rayner zur Labour-Kandidatin für die anstehende Unterhauswahl bestimmt. Ein Jahr später gewann sie den Wahlkreis Ashton-under-Lyne und damit ein Mandat, das sie 2019 verteidigen konnte. 2016 wurde sie zur Schattenstaatssekretärin für Erziehung berufen und galt seither als mögliche künftige Parteiführerin. Zur Unterhauswahl 2019 wurde Rayner zur Schattenministerin für Renten und später für Frauen und Gleichberechtigungberufe. Als Jeremy Corbyn nach der verlorenen Unterhauswahl seinen Rücktritt als Parteichef von Labour ankündigte, war sie als mögliche Nachfolgerin im Gespräch. Stattdessen unterstützte sie Rebecca Long-Bailey, die sich gegen Keir Starmer nicht durchsetzen konnte. Rayner wurde zu seiner Stellvertreterin gewählt.

## Positionen
Rayner zählt sich selbst zum linken Flügel ihrer Partei. Sie setzte sich für den Aufbau eines Nationalen Erziehungsdienstes nach dem Vorbild des Gesundheitsdienstes ein und forderte die Aufstockung der Mittel für die frühkindliche Bildung. Eine Senkung der Lehrergehälter lehnt sie ab, weil sie nach ihrer Meinung die Zahl der Neueinsteiger verringern würde.
Im September 2021 sah sich Rayner scharfer Kritik ausgesetzt, als sie die regierenden Konservativen im Rahmen einer Rede am Parteitag als „Abschaum“ (scum) bezeichnete und sich auch auf Nachfrage nicht für die Äußerung entschuldigen wollte. Parteivorsitzender Keir Starmer und die Schatten-Außenministerin Lisa Nandy distanzierten sich von Rayners Wortwahl.
Im August 2023 berief Keir Starmer Rayner zur Schattenministerin für Wohnungsbau und „levelling up“, also für die Angleichung des strukturschwachen englischen Nordens. Seit 5. Juli 2024 ist Rayner Wohnungsbauministerin im Kabinett Starmer. 

## Persönliches
Rayner war von 2010 bis 2020 mit einem UNISON-Gewerkschafter verheiratet und hat drei Kinder; das erste bekam sie mit 16 Jahren.